# Inégalité d'Askey-Gasper
En mathématiques, l'inégalité d'Askey-Gasper est une inégalité sur les polynômes de Jacobi démontrée par Richard Askey et George Gasper (en) en 1976 et qui est utilisée dans la démonstration de la conjecture de Bieberbach.

## Énoncé
L'énoncé est :
Inégalité d'Askey-Gasper — Pour β ≥ 0, α + β ≥ 2 et –1 ≤ x ≤ 1, on a
{\displaystyle \sum _{k=0}^{n}{\frac {P_{k}^{(\alpha ,\beta )}(x)}{P_{k}^{(\beta ,\alpha )}(1)}}\geq 0}
où {\displaystyle P_{k}^{(\alpha ,\beta )}(x)} est un polynôme de Jacobi.
Pour β = 0, la formule peut s'écrire
{\displaystyle {}_{3}F_{2}\left(-n,n+\alpha +2,{\tfrac {1}{2}}(\alpha +1);{\tfrac {1}{2}}(\alpha +3),\alpha +1;t\right)>0,\quad {\text{  avec  }}\quad \ 0\leq t<1,\ \alpha >-1.}
C'est dans cette forme, avec α entier, que l'inégalité a été utilisée par Louis de Branges dans sa démonstration de la conjecture de Bieberbach.

## Démonstration
Shalosh B. Ekhad a donné une preuve courte de cette inégalité, en combinant l'inégalité :
{\displaystyle {\begin{aligned}{\frac {(\alpha +2)_{n}}{n!}}&\times {}_{3}F_{2}\left(-n,n+\alpha +2,{\tfrac {1}{2}}(\alpha +1);{\tfrac {1}{2}}(\alpha +3),\alpha +1;t\right)\\&={\frac {\left({\tfrac {1}{2}}\right)_{j}\left({\tfrac {\alpha }{2}}+1\right)_{n-j}\left({\tfrac {\alpha }{2}}+{\tfrac {3}{2}}\right)_{n-2j}(\alpha +1)_{n-2j}}{j!\left({\tfrac {\alpha }{2}}+{\tfrac {3}{2}}\right)_{n-j}\left({\tfrac {\alpha }{2}}+{\tfrac {1}{2}}\right)_{n-2j}(n-2j)!}}\times {}_{3}F_{2}\left(-n+2j,n-2j+\alpha +1,{\tfrac {1}{2}}(\alpha +1);{\tfrac {1}{2}}(\alpha +2),\alpha +1;t\right)\end{aligned}}}
avec la formule de Clausen (en).

## Généralisations
Gasper et Rahman donnent, dans leur livre, quelques généralisations de l'inégalité d'Askey-Gasper à des q-analogues de séries hypergéométriques généralisées.